# محمد عبد القادر (سلطان)
السلطان محمد بن عبد القادر (بالصومالية: Suldaan Maxamed Suldaan Cabdiqaadir، توفي في 12 فبراير 2021) كان السلطان الأعظم الثامن لسلطنة الإسحاق.
توفي محمد عبد القادر في 12 فبراير 2021 في هرجيسا عاصمة أرض الصومال، بسبب مرض كان يعاني منه منذ شهور. وحضر جنازته رئيس أرض الصومال موسى بيهي عبدي ورؤساء حزبي المعارضة في البلاد بالإضافة إلى كبار المسؤولين والمواطنين العاديين.